# Каменец-Подольская и Городокская епархия
Каменец-Подольская и Городокская епархия — епархия Украинской православной церкви, объединяет приходы и монастыри на территории Городокского, Дунаевецкого, Каменец-Подольского, Новоушицкого, Чемеровецкого районов Хмельницкой области.
Кафедральный город — Каменец-Подольский. Кафедральный собор — Георгиевский. Правящий архиерей — митрополит Феодор (Гаюн) (с 15 апреля 1997)

## Названия
- Каменец-Подольская (май 1681—1691)
- Брацлавская и Подольская (12 апреля 1795 — 16 октября 1799)
- Подольская и Брацлавская (16.X.1799-?)
- Каменец-Подольская и Брацлавская
- Каменец-Подольская и Хмельницкая
- Каменец-Подольская и Винницкая
- (Каменец-)Подольская и Проскуровская (1945—1954)
- Хмельницкая и Каменец-Подольская (1955—1993)
- Каменец-Подольская и Городокская (с 22 июня 1993)

## История
22 июня 1993 года решением Священного синода Украинской православной церкви из Хмельницкой была выделена самостоятельная Каменец-Подольская епархия.
Синодальным решением от 31 мая 2007 года Виньковецкий и Ярмолинецкий районы Хмельницкой области были переведены из состава Каменец-Подольской епархии в Хмельницкую.

## Епископы

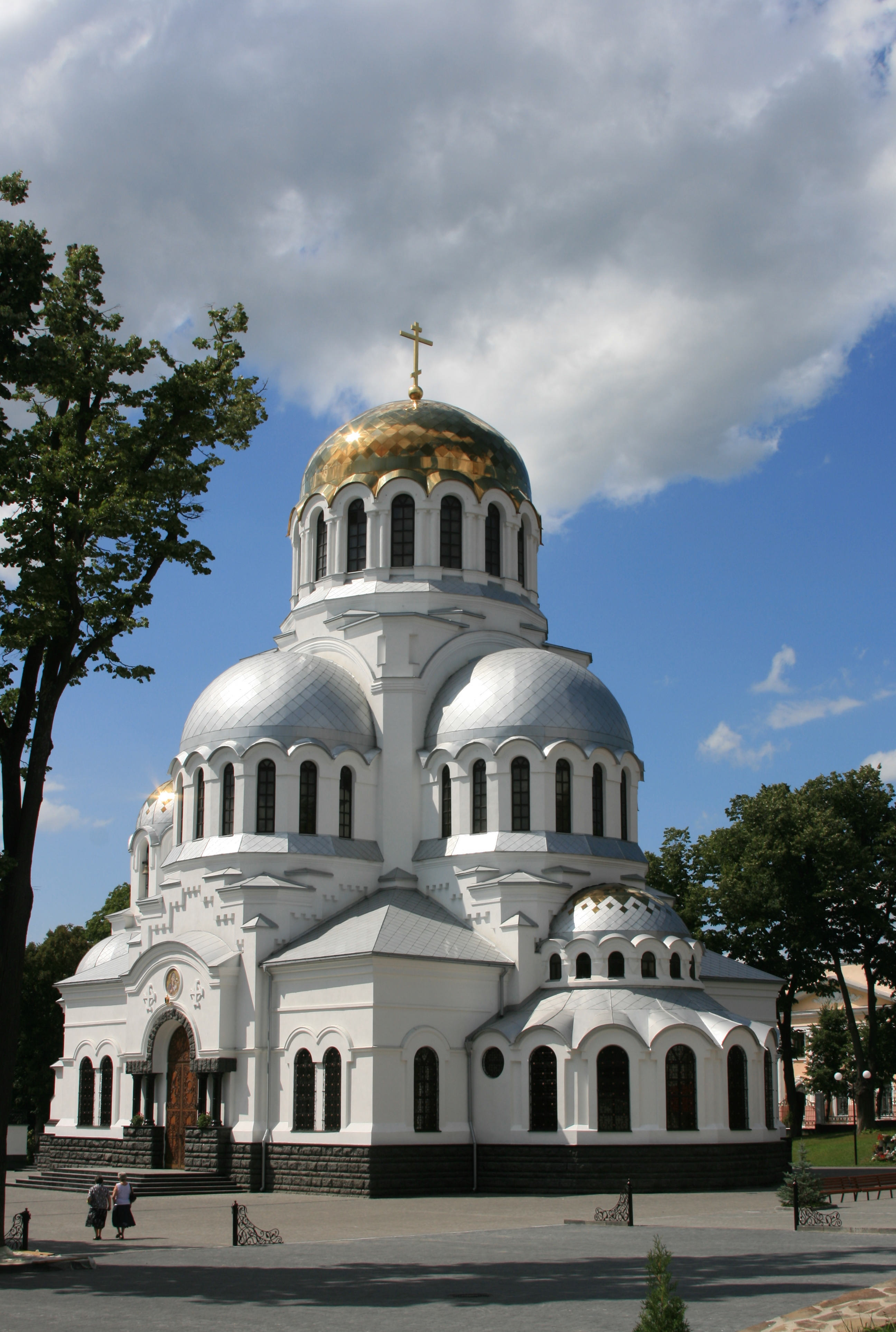
Восстановленный собор во имя Александра Невского в г. Камянец-Подольский

- Иоанникий (Полонский) (12 апреля 1795 — 7 февраля 1819)
- Антоний (Соколов) (15 марта 1819 — 3 апреля 1821)
- Ксенофонт (Троепольский) (3 июля 1821 — 24 января 1832)
- Кирилл (Богословский-Платонов) (24 января 1832 — 8 марта 1841)
- Арсений (Москвин) (5 апреля 1841 — 6 ноября 1848)
- Елпидифор (Бенедиктов) (6 ноября 1848 — 29 марта 1851)
- Евсевий (Ильинский) (29 марта 1851 — 1 марта 1858)
- Иринарх (Попов) (17 марта 1858 — 20 декабря 1863)
- Леонтий (Лебединский) (20 декабря 1863 — 2 октября 1874)
- Феогност (Лебедев) (7 декабря 1874 — 9 декабря 1878)
- Маркелл (Попель) (9 декабря 1878 — 6 марта 1882)
- Викторин (Любимов) (6 марта — 21 августа 1882)
- Иустин (Охотин) (15 сентября 1882 — 28 марта 1887)
- Донат (Бабинский-Соколов) (28 марта 1887 — 13 декабря 1890)
- Димитрий (Самбикин) (13 декабря 1890 — 2 ноября 1896)
- Ириней (Орда) (2 ноябрь 1896 — 29 марта 1900)
- Христофор (Смирнов) (29 марта 1900 — 26 ноября 1903)
- Климент (Верниковский) (26 ноября 1903 — 1 декабря 1904)
- Парфений (Левицкий) (1 декабря 1904 — 15 февраля 1908)
- Серафим (Голубятников) (15 февраля 1908 — 20 марта 1914)
- Митрофан (Афонский) (20 марта 1914 — 18 мая 1918)
- Пимен (Пегов) (17 сентября 1918 — 1923)
- Амвросий (Полянский) (лето 1922—1923), еп. Виницкий
- Борис (Шипулин) (октябрь 1923 — 3 августа 1926)
- Феодосий (Ващинский) (5 августа 1926 — 22 мая 1928)
- Димитрий (Галицкий) (1928 — 11 сентября 1932) в/у, еп. Проскуровский
- Евлогий (Марковский) (5 августа 1942 — октябрь 1943)
- Дамаскин (Малюта) (1943 — апрель 1944)
- Максим (Бачинский) (23 мая 1944 — 5 января 1946)
- Панкратий (Кашперук) (28 апреля 1946 — 3 июня 1948)
- Варлаам (Борисевич) (3 июня 1948 — 27 декабря 1951)
- Анатолий (Бусел) (27 декабря 1951 — 10 марта 1953)
- Андрей (Сухенко) (1953 — апрель 1954) в/у, еп. Винницкий
- Варлаам (Борисевич) (1 февраля 1955 — 5 сентября 1956)
- Иларион (Кочергин) (5 сентября 1956 — 14 августа 1961)
- Игнатий (Демченко) (3 сентября 1961 — 12 января 1962)
- Иоасаф (Лелюхин) (12 января 1962 — 30 марта 1964) в/у, архиеп. Винницкий
- Алипий (Хотовицкий) (30 марта 1964 — 11 ноября 1975) в/у, архиеп. Винницкий
- Агафангел (Саввин) (16 ноября 1975 — 19 февраля 1990) в/у, митр. Винницкий
- Феодосий (Дикун) (19 февраля — 20 марта 1990)
- Нифонт (Солодуха) (19 марта 1990 — 25 августа 1992)
- Питирим (Старинский) (26 августа 1992 — 22 июня 1993)
- Никанор (Юхимюк) (22 июня 1993 — 4 апреля 1997)
- Феодор (Гаюн) (с 15 апреля 1997)

## Викариатства
- Балтское (ныне самостоятельная епархия)
- Винницкое (ныне самостоятельная епархия)
- Тульчинское (ныне самостоятельная епархия)
- Проскуровское (ныне самостоятельная Хмельницкая епархия)

## Епархиальные издания и церковные братства
В епархии действует братство во имя свт. Николая Чудотворца (Каменец-Подольский). Церковные СМИ включают газету «Дзвін» («Колокол», издаётся кафедральным Георгиевским собором), «Православный подольский листок» (издаётся епархиальным управлением).